# 10700 Juanangelviera
10700 Juanangelviera eller 1981 ET47 är en asteroid i huvudbältet som upptäcktes den 2 mars 1981 av den amerikanska astronomen Schelte J. Bus vid Siding Spring-observatoriet. Den är uppkallad efter amatörastronomen Juan Angel Viera.
Asteroiden har en diameter på ungefär 3 kilometer.